# هيو همفريز
هيو همفريز (15 أبريل 1919 - 30 سبتمبر 2020)، هو شاعر وكاتب وروائي بريطاني. درس في جامعة أبيريستويث.

## روابط خارجية
- هيو همفريز على موقع ميوزك برينز (الإنجليزية)